# Сребрни кодекс
Сребрни кодекс (лат. Codex Argenteus) је рукопис Библије на готском језику, аутора епископа Вулфиле из 4. века. Написан је на фином пурпурном пергаменту сребрном бојом. Првобитно је садржао 336 страница, од којих 188 сачувано. 

## Историја
Сребрни кодекс је писан за време владавинео остроготског краља Теодорика Великог (488-526). Краљевски кодекс је луксузно уређен а текст је писан златним и сребрним мастилом. Уметнички стил, квалитет декорације и минијатуре указују да је рукопис направљен за најуже чланове краљевске породице.
Значајни делови сребрног кодекса (187 листова) је сачувана у Верденском братству, у близини Есена, некада један од најбогатијих манастира Светог римског царства. Време и околности настанка Кодекса у Немачкој су непознати. Тачан датум израде рукописа је непознат, али се помиње средином 14. века. Тада је рукопис био у библиотеци цара Рудолфа II у Прагу. Након завршетка тридесетогодишњег рата 1648. рукопис је као ратни трофеј однет у библиотеку краљице Кристине Шведске у Стокхолму. Након преласка у католицизам краљице рукопис је у Холандији 1654. продат колекционару Исааку Восу (1618-1689). 1662. године рукопис је купио Магнус де ла Гардие и преселио га у Шведску, где је у 1669. смештен у библиотеку Универзитета у Упсали.
Између 1821. и 1834. године 10 страна рукописа је украдено из Универзитетске библиотеке, али на самртној постељи, лопов их вратио назад. То се десило 1857. године
1998. године кодекс је подвргнут радиокарбонској анализи, и тада је потврђено датовање на 6. века.
У октобру 1970. у Шпајеру на обнови капеле Светог Афре Аугзбуршке катедрае у дрвеном кивоту је пронађен, 336-ти лист кодекса, који садржи закључне стихове Јеванђеља по Марку (односно Мк 16: 13-20.). Шпејеров лист је умотан око штапа и умотан у папир, што свакако указује на жељу да се очува рукопис.
Прво комплетно издање текста четири јеванђеља Вулфиле је објављено 1665. године у Шведској.
Фототипско издање Сребрног кодекса објављено је тек 1927. године, у част 450. годишњице Универзитета у Упсали.
У данашњим кодексу од текстова Јеванђеља очувани су следећи стихови:
- Јеванђеље по Матеју 5: 15-48; 6: 1-32; 7: 12-29; 8: 1-34; 9: 1-38; 10: 1,23-42; 11: 1-25; 26: 70-75; 27: 1-19,42-66.
- Јеванђеље по Јовану 5: 45-47; 6: 1-71; 7: 1-53; 8: 12-59; 9: 1-41; 10: 1-42; 11: 1-47; 12: 1-49; 13: 11-38; 14: 1-31; 15: 1-27; 16: 1-33; 27: 1-26; 28: 1-40; 29: 1-13.
- Јеванђеље по Луки 1: 1-80; 2: 2-52; 3: 1-38; 4: 1-44; 5: 1-39; 6: 1-49; 7: 1-50; 8: 1-56; 9: 1-62; 10: 1-30; 14: 9-35; 15: 1-32; 16: 1-24; 17: 3-37; 18: 1-43; 19: 1-48; 20: 1-47.
- Јеванђеље по Марку 1: 1-45; 2: 1-28; 3: 1-35; 4: 1-41; 5: 1-5; 5-43; 6: 1-56; 7: 1-37; 8: 1-38; 9: 1-50; 10: 1-52; 11: 1-33; 12: 1-38; 13: 16-29; 14: 4-72; 15: 1-47; 16: 1-12 (+ 16: 13-20).